# Gårdmand Bjørn
 Gårdmand Bjørn  også kaldet Bror Bjørn (eng. titel Br'er Bear), viste sig som tegnefilmfigur i den af Walt Disney producerede spillefilm Song of the South, hvor en afroamerikaner fortæller børn eventyr, og disse eventyr vises som tegnefilmsekvenser. Han er her ligesom i tegneserierne om Bror Kanin dennes fjende og som sådan allieret med Bror Ræv, men han er mere naiv og godtroende og derfor let at snyde.
Men han indgår i serier om Lille Stygge Ulv, hvor han er på de godes side, Lille Stygge Ulvs ven og fremstillet som en rar og godmodig bondemand med familie. Det er her man mest bruger navnet Gårdmand Bjørn, mens Bror Bjørn er mere almindeligt i Bror Kanin-serier.
Et af Gårdmand Bjørns gennemgående kendetegn er hans store kølle af massivt egetræ, som han bruger til at forsvare såvel De tre små grise, som sine egne får og høns, når Store Stygge Ulv jager dem. Køllen går i nogle af afsnittene under navnet "Tykke Bertha", og forekommer også i enkelte afsnit med Bror Kanin.
Ironisk nok er det et slag i hovedet fra netop denne kølle, der i afsnittet Den store søde ulv fra Anders And & Co nr. 43/1998 bringer Store Stygge Ulv tilbage til sit sædvanlige grusomme jeg, efter at en ugle havde hypnotiseret ham til at være god og rar.